# Martti Aljand
Martti Aljand (né le 22 novembre 1987 à Tallinn) est un nageur estonien.

## Biographie
Aux championnats d'Europe de natation en petit bassin 2011, Martti Aljand se classe 3e sur 100 mètres quatre nages.
Il obtient deux médailles lors des championnats d'Europe de natation en petit bassin 2012 à Chartres : l'argent sur 100 mètres brasse et le bronze sur 100 mètres quatre nages.
Il est le frère de la nageuse Triin Aljand.